# چیزهای اندروید
Android Things یک پلت فرم سیستم عامل تعبیه شده مبتنی بر اندروید منسوخ شده توسط گوگل است که در Google I/O 2015 معرفی شد و در سال 2018 راه اندازی شد. خاموش شدن داشبورد Android Things در 5 ژانویه 2021 آغاز شد. پس از 5 ژانویه 2022، داشبورد چیزهای Android به طور کامل خاموش شده و تمام داده های باقی مانده حذف شده است.
در ابتدا، Android Things برای دستگاه‌های اینترنت اشیا (IoT) کم مصرف و حافظه محدود بود،  اما در سال 2019 این پروژه پشتیبانی از سخت‌افزار کم مصرف را کنار گذاشت و دوباره بر روی دستگاه‌های کلاس گوشی هوشمند متمرکز شد.

## تاریخ

### پیش از انتشار
در طول Google I/O 2015 ، گوگل یک پلتفرم سیستم عامل تعبیه شده مبتنی بر اندروید را با نام رمز Brillo معرفی کرد. در آن زمان، این پروژه با هدف پشتیبانی از دستگاه های کم حافظه با 32 تا 64 مگابایت رم انجام شد. پلتفرم Brillo فقط یک سیستم عامل برای دستگاه های IoT نبود، بلکه یک پشته نرم افزار کامل با مولفه ابری بود که شامل کنسول مدیریتی برای تهیه دستگاه و تحویل به روز رسانی بود. بریلو از پروتکل Wi-Fi و بلوتوث کم انرژی و Weave برای برقراری ارتباط با ابر (از جمله تحویل به‌روزرسانی)، ارتباط با تلفن‌های Android و سایر دستگاه‌های سازگار (از جمله محصولات Google Nest ) پشتیبانی می‌کند.
در سال 2016، گوگل Brillo را با نام جدید Android Things تغییر داد.
در ابتدا، Android Things برای دستگاه های اینترنت اشیا (IoT) کم مصرف و حافظه محدود بود که معمولاً از پلتفرم های مختلف MCU ساخته می شوند.

### انتشار
در سال 2018، Android Things با شماره نسخه 1.0 به طور رسمی منتشر شد. در همان زمان، چندین OEM (از جمله JBL ، Lenovo ، و LG Electronics )  دستگاه‌های خانه هوشمندی را منتشر کردند که توسط Android Things پشتیبانی می‌شدند. این دستگاه‌ها مبتنی بر دو راه‌حل سیستم روی تراشه Qualcomm «Home Hub» و پیاده‌سازی‌های Android Things ارائه‌شده توسط Google هستند که برای بلندگوها و نمایشگرهای هوشمند مجهز به دستیار Google طراحی شده‌اند.
در فوریه 2019، Android Things دوباره بر روی بلندگوها و نمایشگرهای هوشمند متمرکز شد. این پروژه پشتیبانی از دستگاه‌های IoT با محدودیت منابع را کنار گذاشت و تمرکز را به دستگاه‌های کلاس گوشی هوشمند تغییر داد.

### خاموش شدن
در دسامبر 2020، صفحه پرسش‌های متداول داشبورد چیزهای Android با اطلاعیه‌ای درباره تعطیلی چیزهای آینده اندروید به‌روزرسانی شد. داشبورد Android Things پذیرش ثبت‌نام‌ها و پروژه‌های جدید دستگاه را در 5 ژانویه 2021 متوقف کرد و توزیع به‌روزرسانی‌ها را در 5 ژانویه 2022 متوقف کرد (در این مرحله "کنسول به طور کامل خاموش می‌شود و همه داده‌های پروژه برای همیشه حذف می‌شوند - از جمله پیکربندی‌های ساخت و تصاویر کارخانه.") 